# غاري نايسميث
غاري أندرو نايسميث (بالإنجليزية: Gary Naysmith)‏، من مواليد 16 نوفمبر 1978 في إدنبرة في إسكتلندا، لاعب كرة قدم إسكتلندي.
بدأ مسيرته الكروية مع نادي هارتس في عام 1996، ولعب معهم حتى عام 2000، وشارك معهم في 96 مباراة وسجل 3 أهداف، وعام 2000 لعب مع نادي إيفرتون الإنجليزي، والآن يلعب مع نادي إيست فايف الإسكتلندي.
و قد بدأ باللعب مع منتخب إسكتلندا لكرة القدم في عام 2000.

## مسيرته الكروية
لعب غاري نايسميث خلال مسيرته الاحترافية مع 6 أندية في ثلاثة وعشرون موسمًا وسجل خلالها 9 أهداف ضمن 425 مباراة. حيث فاز في موسم واحد بالكأس ولم يفز بأي دوري.
خاض غاري نايسميث مسيرته مع نادي هارت أوف ميدلوثيان في موسم 1995–96 ليلعب معه ستة مواسم، مشاركًا في 96 مباراة سجل خلالها 3 أهداف. ثم انتقل إلى نادي إيفرتون في موسم 2000–01 ليلعب معه سبعة مواسم، حيث شارك في 133 مباراة سجل خلالها 6 أهداف. لينتقل بعدها إلى نادي شيفيلد يونايتد في موسم 2007–08 واستمر معه طيلة ثلاثة مواسم، مشاركًا في 79 مباراة ولم يسجل أي هدف. ثم انتقل إلى نادي هدرسفيلد تاون في موسم 2010–11 ولمدة موسمين، مشاركًا في 36 مباراة ولم يسجل أي هدف أيضًا. هذا وانتقل لاحقًا إلى نادي أبردين في موسم 2012–13 لمدة موسم واحد، مشاركًا في 9 مباريات ولم يسجل أي هدف أيضًا. ثم انتقل بعدها إلى نادي إيست فيف في موسم 2013–14 ليلعب معه أربعة مواسم، مشاركًا في 72 مباراة ولم يسجل أي هدف أيضًا.

## روابط خارجية
- غاري نايسميث على موقع الاتحاد الدولي (مؤرشف)  (الإنجليزية)
- غاري نايسميث على موقع الاتحاد الأوربي (الإنجليزية)
- غاري نايسميث على موقع قاعدة بيانات كرة القدم.إي يو (الإنجليزية)
- غاري نايسميث على موقع ناشيونال فوتبول تيمز (الإنجليزية)
- غاري نايسميث على موقع Soccerbase.com (لاعب) (الإنجليزية)
- غاري نايسميث على موقع عالم كرة القدم.نت (الإنجليزية)
- غاري نايسميث على موقع كووورة